# Togo (entreprise)
Pour les articles homonymes, voir Togo (homonymie).

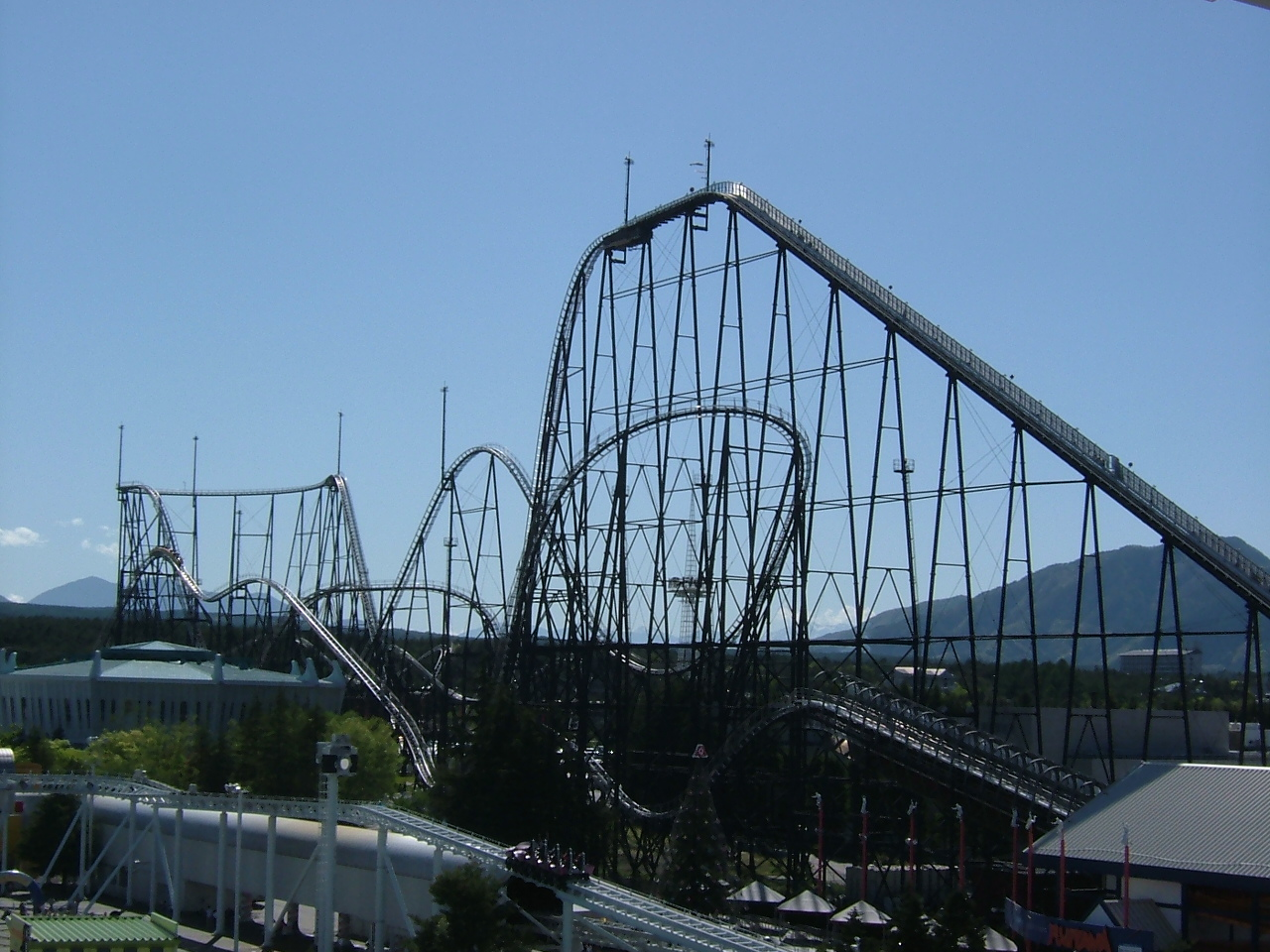
Fujiyama à Fuji-Q Highland.

Togo est une ancienne société japonaise de conception et de construction de montagnes russes fondée en 1935.
Connue pour avoir inventé les montagnes russes pipeline sous le nom commercial d'Ultra Twister et les montagnes russes debout, elle fit faillite en 2001 à la suite de soucis judiciaires.

## Le succès inégalé d'Ultra Twister

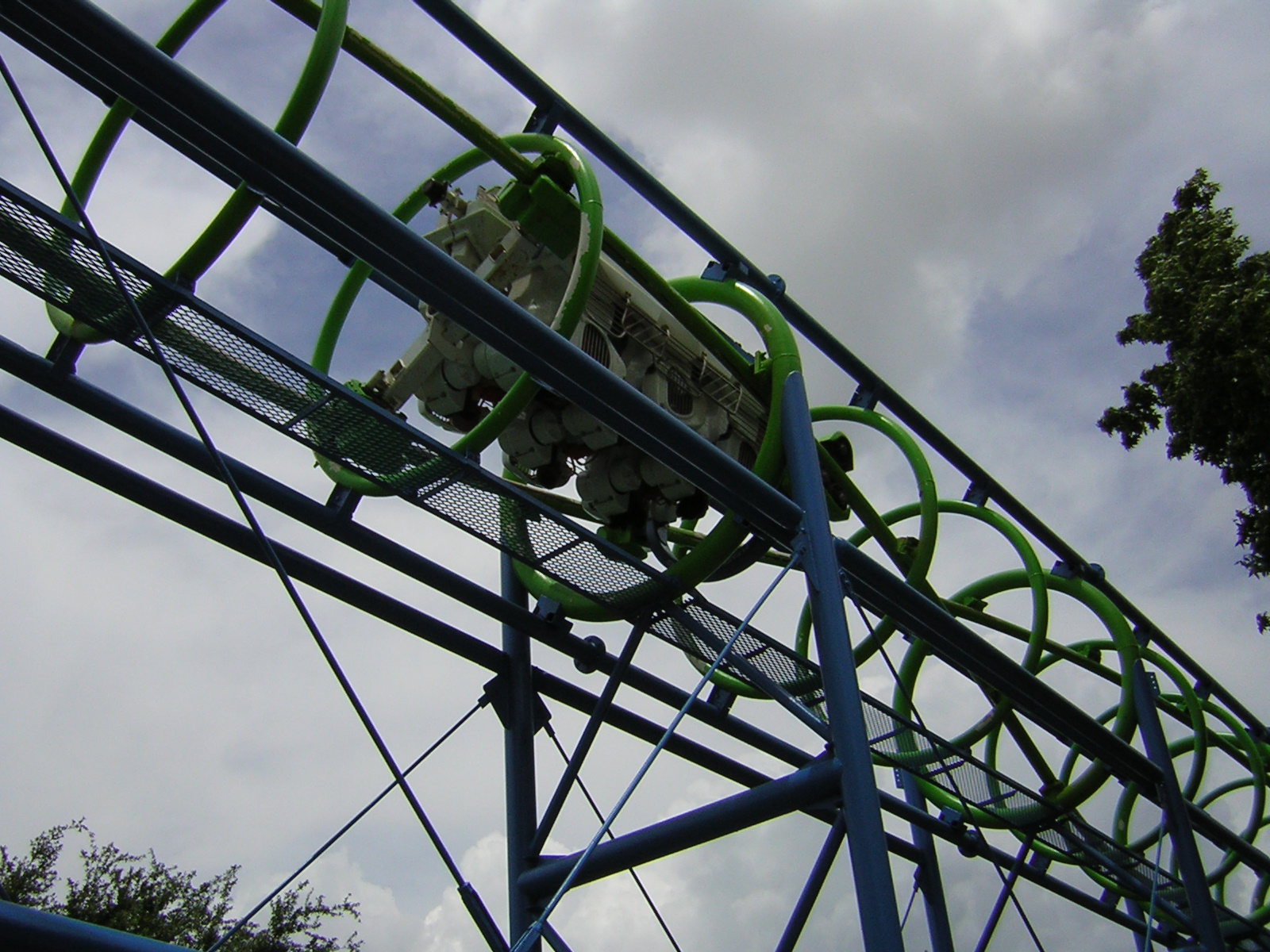
Ultra Twister à Six Flags Astroworld.

Togo a développé les montagnes russes pipeline et construit le premier d'entre eux, Ultra Twister, en 1985 dans le parc Tokyo Dome City Attractions à Tokyo.
Le concept est devenu populaire dans les parcs japonais, et un an après, le groupe Six Flags achète à son tour la même attraction pour son parc Great Adventure. L'attraction, unique aux États-Unis, sera rapidement déplacée à Six Flags Astroworld, mais y restera jusqu'à la fermeture du parc en 2005. Ce second exemplaire est actuellement démonté en attente d'une éventuelle nouvelle carrière dans un autre parc du groupe (En l'occurrence Six Flags America).
Six exemplaires d'Ultra Twister furent construits, appréciés des petits parcs pour leur faible empiètement au sol. Longiligne, l'attraction n'a en effet pas de virage, et le wagonnet est tracté en haut de l'installation par 85° de pente, économisant autant d'espace au sol. Le circuit contient cependant 3 inversions.
Aujourd'hui[Quand ?], le premier exemplaire de Tokyo Dome City Attractions est détruit, le second exemplaire est en instance d'installation à Six Flags America, et les quatre suivants sont toujours en activité.
Cette réussite attira cependant des convoitises :
- Arrow Dynamics essaya à deux reprises de concurrencer Togo sur ce type de produit, mais sa rudesse aura eu raison du premier exemplaire, rapidement détruit, et le second exemplaire ne sera jamais achevé[4].
- Intamin a aussi essayé ce type d'attraction sous le nom de Sky Plaza Comet[5] dans le parc Sky Plaza en Corée du Sud ; aujourd'hui déménagé au Koweït, il n'existe que peu de retours sur ce projet qu'Intamin n'a pas développé sur d'autres sites.